# Masuda, Shimane
Masuda  (japanska: 益田市 ?, Masuda-shi) är en stad i Shimane prefektur i Japan. Staden fick stadsrättigheter 1952.